# Straßenbahn Zutphen–Emmerich
| Zutphen–Emmerich                                   | Zutphen–Emmerich    |
| -------------------------------------------------- | ------------------- |
| Straßenbrücke mit Dampfstraßenbahn über die Ijssel |                     |
| Streckenlänge:                                     | 57 km               |
| Spurweite:                                         | 750 mm (Schmalspur) |
|                                                    |                     |

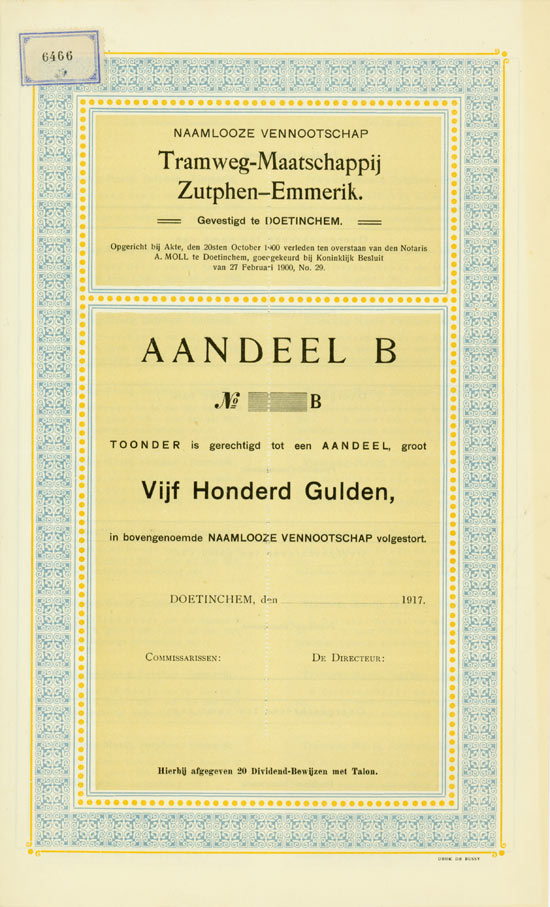
Aktienblankette der Tramweg-Maatschappij Zutphen-Emmerik von 1917

Die Straßenbahn Zutphen–Emmerich war eine im September 1902 in Betrieb genommene Dampfstraßenbahn mit einem Streckennetz von 57 Kilometern. Die Strecke erreichte im Juni 1909 das deutsche Emmerich. An das Netz angeschlossene Orte waren Deventer, Hummelo, Doetinchem, Wijnbergen, Zeddam und ’s-Heerenberg.
Die Initiative kam vom Bürgermeister Keppels sowie den Lebensmittelproduzenten Noury & van der Lande. Ziel war der vereinfachte Gütertransport vom Rheinhafen in Emmerich und ein weiterer Streckenausbau in Deutschland, zu dem es jedoch nicht mehr kam. Von Anfang an war auch der Personenverkehr eine wichtige Geschäftsgrundlage für das Unternehmen. Bis zum Ersten Weltkrieg, als die Grenze geschlossen wurde, fuhren viele Arbeiter zu ihren Arbeitsstätten in der Stadt. Spätestens 1929 war das Unternehmen in einer tiefen Krise, weil Busse der langsamen und inzwischen altmodischen Dampfstraßenbahn mächtige Konkurrenz machten. Im Sommer 1933 verkehrten an Wochentagen 14 Züge je Richtung. Im Jahr 1934 übernahm die Geldersche Stoomtramweg Maatschappij die Strecke. Wegen fehlender Busse setzte ab 1940 eine kurze Wiederbelebung des Personenverkehrs ein, doch 1953 wurde die Personenbeförderung eingestellt und von der Verkehrsgesellschaft Gelderse Tramwegen übernommen. Einige der Personenwagen wurden für den Güterverkehr benutzt. 1957 wurde die Strecke abgetragen. 